# Ken Akamatsu
Ken Akamatsu (jap. 赤松 健 AKAMATSU Ken; ur. 5 lipca 1968) – japoński rysownik. Jego największym sukcesem okazała się seria Love Hina, przy tworzeniu której inspirował się pracami Rumiko Takahashi.

## Twórczość

### Dōjinshi
- AM 2
- AM 3
- AM 4
- Chun li
- Magic Knight Rayerth
- Street Sailor 2
- Street Sailor 2-turbo
- Key - Medal idol
- Nadeisko

### Mangi
- Kids wydana w 1993 r. przez Comike - seria jednotomowa
- A.I. Love You (A・I が止まらない! A.I. ga tomaranai!) wydawana w 1994 - 1997 r. przez Koudansha - seria dziewięciotomowa
- Always my Santa! (いつだってMyサンタ! Itsudatte My Santa!) wydana w 1993 r. - seria jednotomowa
- Love Hina (ラブひな) wydana w 1997 - 2001
- Mahō Sensei Negima! (魔法先生ネギま!)
- Hito Natsu no Kids Game (ひと夏のKIDSゲーム Hito Natsu no KIDS Gēmu)
- Mao-chan (陸上防衛隊まおちゃん Rikujō Bōetai Mao-chan)

### Anime
- Love Hina
- Love Hina - Christmas Special
- Love Hina - Spring Special
- Love Hina (TV)
- Love Hina Again
- Negima!: Magister Negi Magi
- Ground Defense Force! Mao-chan
- Itsudatte My Santa!